# Potamonautes emini
Potamonautes emini is een krabbensoort uit de familie van de Potamonautidae. De wetenschappelijke naam van de soort is voor het eerst geldig gepubliceerd in 1892 door Hilgendorf.